# 더 아메리칸즈
《아메리칸즈》(영어: The Americans)는 2013년부터 2018년까지 방영된 드라마이다.